# Donín (město)
Donín (německy Dohna) je město ležící v oblasti Saského Švýcarska v německé spolkové zemi Sasko. Náleží k zemskému okresu Saské Švýcarsko-Východní Krušné hory a má přibližně 6 300 obyvatel. Historické názvy města jsou Donyn, Doneyn, Dhonin, Donow, přičemž původ jména města lze vysledovat v českém slově Doň(s), které vzniklo z jména Zdoň.

## Historie
Donín je druhé nejstarší město v Sasku. Poprvé je písemně zmíněn už v listině císaře Svaté říše římské Oty I. Město bylo spojnicí Českých zemí se Saskem a ostatními německými zeměmi po takzvané České silnici (německy Böhmische Straße). Město bylo v držení jak Saska, tak i v majetku českého krále. Z města pocházel rod pánů z Donína, kteří zastávali různé královské úřady v Čechách.

## Geografie
Město Donín leží jižně od zemského hlavního města Drážďany na okraji Východního Krušnohoří. Donínem protéká řeka Müglitz vytvářející zahloubené údolí a v dolním toku říční terasu. Převažující horninou je opuka, hrad s okolím stojí na žule. Donínem prochází dálnice A17 a železniční trať Heidenau–Altenberg zvaná Müglitztalbahn.

## Správní členění
Donín se dělí na 12 místních částí. Počet obyvatel je uveden k 9. květnu 2011.
- Borthen – 709 obyvatel
- Bosewitz – 91 obyvatel
- Burgstädtel – 113 obyvatel
- Dohna – 3 523 obyvatel
- Gamig – 43 obyvatel
- Gorknitz – 243 obyvatel
- Köttewitz – 302 obyvatel
- Krebs – 164 obyvatel
- Meusegast – 501 obyvatel
- Röhrsdorf – 271 obyvatel
- Sürßen – 108 obyvatel
- Tronitz – 39 obyvatel

## Starostovské volby 2022
Ve starostovských volbách 12. června 2022 byl starostou zvolen Dr. Ralf Müller (CDU), který získal 69,9 % hlasů.

## Pamětihodnosti
- hrad Dohna
- kostel Panny Marie
- poštovní milník
- vlastivědné muzeum (původně stará lékárna)

## Osobnosti
- Romy Beer (* 1981), biatlonistka
- Dieter Bellmann (1940–2017), herec
- Norbert Bläsner (* 1980), politik
- Matthias Döschner (* 1958), fotbalista
- Siegmar Faust (* 1944), spisovatel a scenárista
- Jens Fiedler (* 1970), dráhový cyklista
- Hubertus Giebe (* 1953), malíř a grafik
- Thomas Goller (* 1977), atlet
- Martin Karl Hasse (1883–1960), vysokoškolský pedagog, skladatel a textař
- Christian Kaden (1946–2015), muzikolog
- René Herms (1982–2009), atlet a olympionik
- Lars Jungnickel (* 1981), fotbalista
- Friedrich Georg Mering (1822–1887), lékař, patolog a profesor medicíny v Kyjevě
- Jan Mixsa (* 1970), herec, loutkoherec
- Marco Morgenstern (* 1972), biatlonista
- Friedrich Wilhelm von Oppel (1720–1769), saský vrchní báňský hejtman a spoluzakladatel Bergakademie Freiberg
- Wolfgang Pauly (1876–1934), šachista
- Falk Putzke (* 1980), cyklista
- Holm Putzke (* 1973), univerzitní profesor
- Frank Rühle (* 1944), veslař
- Anne Schumann (* 1966), houslistka a docentka barokní hudby
- Tom Wlaschiha (* 1973), herec
- Katja Wüstenfeld (* 1976), biatlonistka